# Portret van Patricia
Portret van Patricia is het debuutalbum van Patricia Paay, toen nog optredend onder alleen haar voornaam. Ze bracht het uit in 1969. Op het album staan haar hitsingles Je bent niet hip (1967), Wat moet ik doen (1967) en Corriamo (1968). Op Love in (in 1967 de B-kant van Wat moet ik doen) en Tambourine girl (een single die ook in het Duits verscheen) na, zijn het allemaal Nederlandstalige liedjes. Het album werd in 2004 opnieuw uitgebracht op een cd onder de titel Je bent niet hip. Aan deze cd werd Jij als bonustrack toegevoegd, het lied waarmee ze uitkwam tijdens het Nationale Songfestival van 1969.

## Nummers
| Nr. | naam                    |
| --- | ----------------------- |
| A1  | Sim sala bim            |
| A2  | Je bent niet hip        |
| A3  | Corriamo                |
| A4  | Ik herinner mij         |
| A5  | Dat hoeft niet voor mij |
| A6  | Grote katastrofe        |
| A7  | Wat moet ik doen        |
| B1  | Kleine tovenaar         |
| B2  | Dat is de liefde        |
| B3  | Als dat zou kunnen      |
| B4  | Dat komt door jou       |
| B5  | Tambourine girl         |
| B6  | Love in                 |
| B7  | Oh oh wat was jij groen |